# Olimpia Cataramă
Olimpia Cataramă (n. 25 octombrie 1940, Lerești, România) este o atletă română, specializată în aruncarea discului.

## Carieră
Sportiva este multiplă campioană națională și balcanică. A participat la Campionatele Europene din 1969, 1971 și 1974. De fiecare dată s-a clasat pe locul șase. De două ori a participat la Jocurile Olimpice. La Tokio (1964) a obținut locul 8 și la Ciudad de México (1968) s-a clasat pe locul 13. Cea mai bună aruncare a sa a fost de 61,10 de metri, reușită pe 28 iulie 1972 la Poiana Brașov.

## Palmares
| An   | Competiție           | Locație                 | Loc | Note    |
| ---- | -------------------- | ----------------------- | --- | ------- |
| 1964 | Jocurile Olimpice    | Tokio, Japonia          | 8   | 53,08 m |
| 1968 | Jocurile Olimpice    | Ciudad de México, Mexic | 13  | 50,20 m |
| 1969 | Campionatul European | Atena, Grecia           | 6   | 56,62 m |
| 1971 | Campionatul European | Helsinki, Finlanda      | 6   | 57,22 m |
| 1974 | Campionatul European | Roma, Italia            | 6   | 58,30 m |

## Recorduri personale
| Probă              | Performanță | Dată          | Locație       |
| ------------------ | ----------- | ------------- | ------------- |
| Aruncarea discului | 61,10 m m   | 28 iulie 1972 | Poiana Brașov |